# مایک ریچی
مایک ریچی (انگلیسی: Mike Ricci؛ زادهٔ ۱۸ مارس ۱۹۸۶) ورزشکار هنرهای رزمی ترکیبی اهل کانادا است.